# Bunge flygfält
Bunge flygfält (IATA: -, ICAO: ESVB) var ett militärt krigsflygfält på Gotland. Flygfältet är beläget ca fem mil nordost om Visby och strax söder om Fårösunds färjeläge. Koordinater: nord 575009, ost 0190201. Området karakteriseras av de tre korsande rullbanorna. Banorna är belagda med asfalt och gräs innan och efter asfalten. DME BGE 116,60 finns på flygfältet samt frekvensen 123,40 Mhz. 

2001 övergick flygfältet i privat ägo och används idag av privatflyg och till olika typer av evenemang. 

## Historia
1937 påbörjades arbetet med att anlägga ett flygfält nära marinflygbasen i Fårösund. Tanken var att stationera 20 bombflygplan på ön för att tillsammans med sjö- och kustartilleriförsvar försvara norra Gotland. Fältets rullbanor och hangarer blev klara 1939, under försommaren 1940 förflyttades tillfälligt en division J 9-jaktflygplan från F 9 Säve till fältet. I juli förflyttades F 9:s båda divisioner med J 8 som kom att användas av Flygvapnet vid utbildningen av silverflygarna. Under 1943 placerades B 3:or från F 1 Hässlö, S 16 och S 17 från F 11 Nyköping på fältet. Under andra världskriget sista år ökade spänningen i området runt Gotland med både tyska och allierade gränskränkningar, och Flygvapnet placerade 1944 ut landningshinder runt fältet med undantag för själva landningsstråket. Flygfältet användes av Flygvapnets propellerplan som ett övningsfält 1939–1965 och en militär flygplats 1965–1991. Vid flygfältet har Flygvapnet haft en flyglottautbildning fram till fältets nedläggning 1991. Mellan 2012 och 2014 bedrevs trafikflyg av företaget Rauk Air mellan Bunge och Stockholm Bromma flygplats, vilket räknades som taxiflyg.

## Bilder

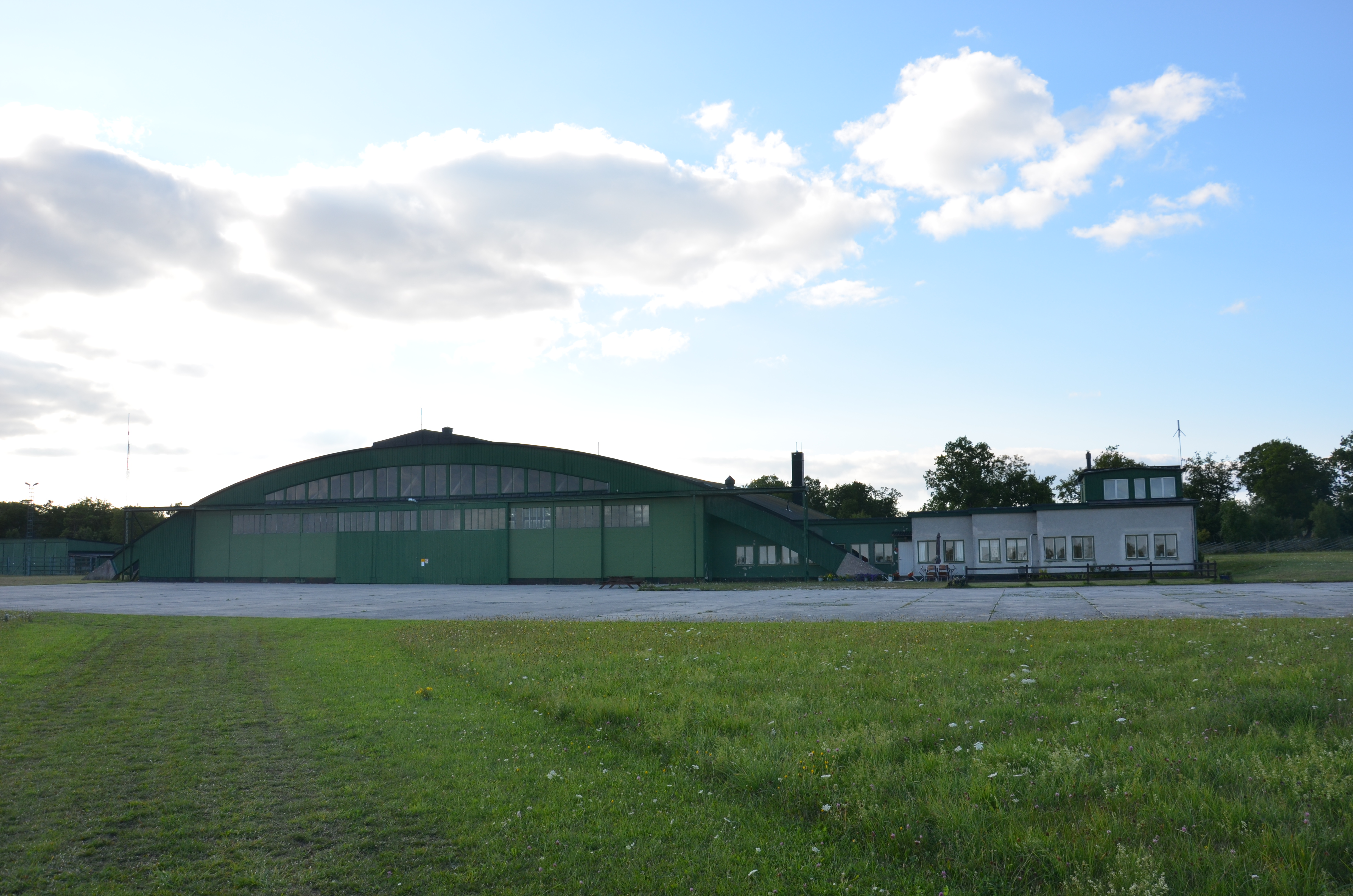
Bunge flygfält, 2012.
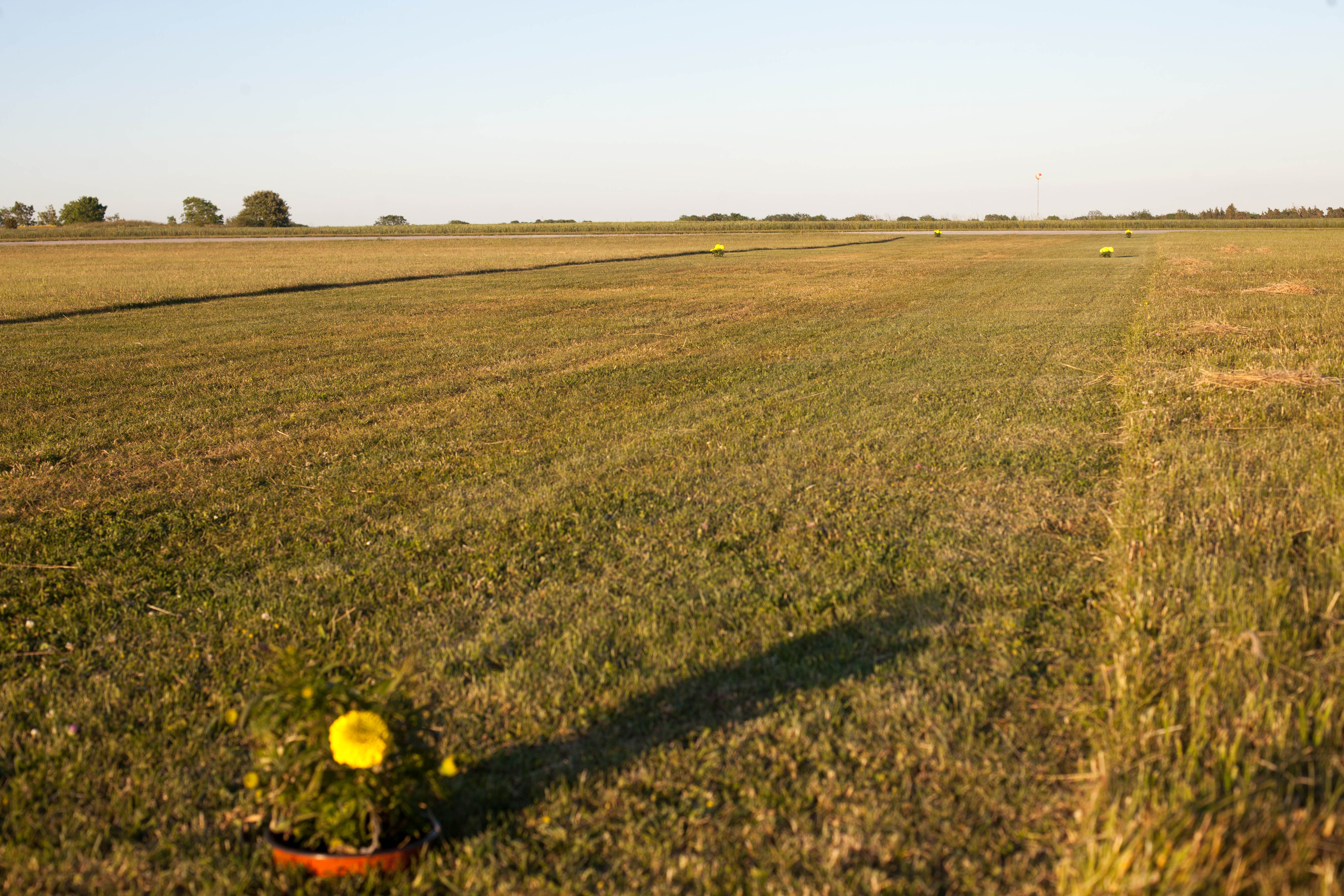
Bunge flygfält, 2012.